# Віснювек (Ліпський повіт)
Віснювек (пол. Wiśniówek) — село в Польщі, у гміні Ліпсько Ліпського повіту Мазовецького воєводства.
Населення — 151 особа (2011).
У 1975-1998 роках село належало до Радомського воєводства.

## Демографія
Демографічна структура станом на 31 березня 2011 року:
|          | Загалом | Допрацездатний вік | Працездатний вік | Постпрацездатний вік |
| -------- | ------- | ------------------ | ---------------- | -------------------- |
| Чоловіки | 79      | 12                 | 56               | 11                   |
| Жінки    | 72      | 12                 | 37               | 23                   |
| Разом    | 151     | 24                 | 93               | 34                   |